# Митцель, Норберт Вернер
Норберт Вернер Митцель (род. 14 июля 1966 года, Аугсбург, Бавария, ФРГ) — немецкий химик. Профессор неорганической и структурной химии.

## Биография
Норберт Митцель родился 14 июля 1966 года в баварском Аугсбурге.
Изучал химию в Мюнхенском техническом университете в 1985-1991 годах. Успешно сдал дипломный экзамен в 1991 году.
В 1993 году он получил степень доктора философии под руководством Хуберта Шмидбаура по теме «Летучие силиламины, гидразины и гидроксиламины». В течение двух лет он работал с Дэвидом Рэнкином в Эдинбургском университете. В 2000 году он получил степень хабилитированного доктора наук в Мюнхенском техническом университете.
В 2001 году Норберт Митцель был назначен на работу в Технический университет Берлина, в 2002 году — в Вестфальский университет Вильгельма в Мюнстере, а в 2007 году — в Университете Билефельда на кафедру неорганической химии и структурной химии, где работает до настоящего времени.

## Научная деятельность
Норберт Митцель — автор более 300 научных статей. Он является препаративным химиком-неоргаником, Основной научный интерес: химия элементов А-подгрупп. Его лаборатория работает с соединениями кремния (летучие гидридосиланы, кремний в виде кислоты Льюиса, гиперкоординированные соединения), азота (гидразины и гидроксиламины), фосфора (илиды, фосфораны), алюминия, галлия и индия (химия кислот Льюиса), переходных металлов и лантаноидов.
Митцель также занимается структурной химией. Его научным интересом в этой сфере науки является выяснение структуры малых молекул в различных фазах. Он руководит одной из немногих лабораторий в мире, в которой структура веществ в газовой фазе исследуются с помощью метода газовой электронографии.
Вещества, находящихся в жидком или газообразном состоянии при комнатной температуре, подвергают кристаллизации in situ и анализу кристаллической структуры, а структуры в растворе исследуют с помощью различных методов ЯМР-спектроскопии.

## Награды
- Стипендия Марии Кюри от Европейского Союза (1994)
- Премия Баварии от министра культуры, науки и искусства Баварии (1996)
- Ежегодная премия ADUC для кандидатов на получение степени хабилитации (Ассоциация профессоров немецких университетов) (1999)
- Стипендия Гейзенберга Немецкого исследовательского фонда (2001)
- Лекция Эгона Виберга, Мюнхенский университет Людвига-Максимилиана (2018)

## Научная библиография
- London dispersion-driven hetero-aryl-aryl interactions in 1,2-diaryldisilanes, M. Linnemannstöns, J. Schwabedissen, A. A. Schultz, B. Neumann, H.-G. Stammler, R. J. F. Berger, N. W. Mitzel, Chem. Commun. 2020, 56, 2252—2255.
- Solid-State and Gas-Phase Structures and Energetic Properties of the Dangerous Methyl and Fluoromethyl Nitrates, M. Reichel, B. Krumm, Y. Vishnevskiy, S. Blomeyer, J. Schwabedissen, H.-G. Stammler, K. Karaghiosoff, N. W. Mitzel, Angew. Chem. Int. Ed. 2019, 58, 18557-1856.
- A Neutral Methylene-linked Tin/Phosphorus Frustrated Lewis Pair, P. Holtkamp, F. Friedrich, E. Stratmann, A. Mix, B. Neumann, H.-G. Stammler, Norbert W. Mitzel, Angew. Chem. Int. Ed. 2019, 58, 5114-5118.
- Bidentate Boron-Lewis Acids — Selectivity in Host-Guest Complex Formation, P. Niermeier, S. Blomeyer, Y. K. J. Bejaoui, L. Beckmann, B. Neumann, H.-G. Stammler, N. W. Mitzel, Angew. Chem. Int. Ed. 2019, 58, 1965—1969.
- Tetranitromethane — a nightmare of molecular flexibility in the gaseous and solid state, Yu. V. Vishnevskiy, D. S. Tikhonov, J. Schwabedissen, H.-G. Stammler, R. Moll, B. Krumm, T. M. Klapötke, N. W. Mitzel, Angew. Chem. Int. Ed. 2017, 56, 9619-9623.
- From bidentate gallium Lewis acids to supramolecular complexes, J. Horstmann, M. Hyseni, A. Mix, B. Neumann, H.-G. Stammler, N. W. Mitzel, Angew. Chem. Int. Ed. 2017, 56, 6107-6111.
- Intramolecular π-π Interactions in Flexibly Linked Partially Fluorinated Bisarenes in the Gas Phase, S. Blomeyer, M. Linnemannstöns, J. H. Nissen, J. Paulus, B. Neumann, H.-G. Stammler, N. W. Mitzel, Angew. Chem. Int. Ed. 2017, 56, 13259-13263.
- Tris(perfluorotolyl)borane-A Boron Lewis Superacid, L. A. Körte, J. Schwabedissen, M. Soffner, S. Blomeyer, C. Reuter, Yu. Vishnevskiy, B. Neumann, H. — G. Stammler, N. W. Mitzel, Angew. Chem. Int. Ed. 2017, 56, 8578-8582.
- Intramolecular cooperativity in frustrated Lewis pairs, L. A. Körte, S. Blomeyer, S. Heidemeyer, A. Mix, B. Neumann, N. W. Mitzel, Chem. Commun. 2016, 52, 9949-9952.
- Gas electron diffraction of increased performance through optimization of nozzle, system design and digital control, C. G. Reuter, Yu. V. Vishnevskiy, S. Blomeyer, N. W. Mitzel, Z. Naturforsch. 2016, 71b, 1-13.
- A Neutral Silicon/Phosphorus Frustrated Lewis Pair, B. Waerder, M. Pieper, L. A. Körte, T. A. Kinder, A. Mix, B. Neumann, H.-G. Stammler, N. W. Mitzel, Angew. Chem. Int. Ed. 2015, 54, 13416-13419.
- Trimethylaluminum: Bonding by Charge and Current Topology, H.-G. Stammler, S. Blomeyer, R. J. F. Berger, N. W. Mitzel, Angew. Chem. Int. Ed. 2015, 54, 13816-13820.
- Solid state structure of a Li/F Carbenoid: Pentafluoroethyllithium, B. Waerder, S. Steinhauer, B. Neumann, H.-G. Stammler, A. Mix, Yu. V. Vishnevskiy, B. Hoge, N. W. Mitzel, Angew. Chem. Int. Ed. 2014, 53, 11640-11644.
- Structural Methods in Molecular Inorganic Chemistry, (Inorganic Chemistry: A Textbook Series), D. W. H. Rankin, N. W. Mitzel, C. A. Morrison, 1st edition, John Wiley & Sons, Chichester, February 2013, ISBN 978-0-470-97279-3 (hardcover) and ISBN 978-0-470-97278-6 (soft cover).
- Mechanism of Host-Guest Complex Formation and Identification of Intermediates through NMR Titration and Diffusion NMR Spectroscopy, J.-H. Lamm, P. Niermeier, A. Mix, J. Chmiel, B. Neumann, H.-G. Stammler, N. W. Mitzel, Angew. Chem. Int. Ed. 2014, 53, 7938-7942.
- Lewis-Base Induced Reductions in Organolanthanide Chemistry, D. Bojer, A. Venugopal, B. Neumann, H.-G. Stammler, N. W. Mitzel, Angew. Chem. Int. Ed. 2010, 49, 2611—2614.
- On the Molecular and Electronic Structures of AsP3 and P4, B. M. Cossairt, C. C. Cummins, A. R. Head, D. L. Lichtenberger, R. J. F. Berger, S. A. Hayes, N. W. Mitzel, G. Wu, J. Am. Chem. Soc. 2010, 132, 8459-8465.
- Two diamino-substituted lithiocarbanions in one molecule, I. Kamps, A. Mix, R. J. F. Berger, B. Neumann, H.-G. Stammler, N. W. Mitzel, Chem. Comm. 2009, 5558-5560.
- Carbanions with two N substituents: Nucleophilic acyl-group-transfer reagents, D. Bojer, I. Kamps, X. Tian, A. Hepp, T. Pape, R. Fröhlich, N.W. Mitzel, Angew. Chem. Int. Ed., 2007, 46, 4176-4179.
- Oxygenation of simple zinc alkyls: Surprising dependence of product distributions on the alkyl substituents and the presence of water, S. Jana, R. J. F. Berger, R. Fröhlich, N. W. Mitzel, Inorg. Chem.  2007, 46, 4293-4297.
- First mixed hydrazide/hydroxylamide metal aggregates, S. Jana, R. Fröhlich, R. J. F. Berger, N. W. Mitzel, Chem. Commun. 2006, 3993-3995.
- Hypercoordinate silicon in the monomeric (F3C)F2SiONMe2 — a new model for the α-effect in the solid state and the gas phase, N. W. Mitzel, K. Vojinović, R. Fröhlich, T. Foerster, D. W. H. Rankin, J. Am. Chem. Soc. 2005, 127, 1370-13713.
- Luminescence Phenomena and Solid State Structures of Trimethyl- and Triethylgallium, N.W. Mitzel, C. Lustig, R. J. F. Berger, N. Runeberg, Angew. Chem. Int. Ed. 2002, 41, 2519—2523.
- Two different reaction modes of the highly flexible ligand bis(hydroxylamine) [HON(Me)]2CH2 with trimethylaluminum and -gallium, N. W. Mitzel, C. Lustig, Angew. Chem. Int. Ed., 2001, 113, 4390-4392.
- (N,N-Dimethylaminoxy)trifluorosilane: Strong, Dipole Moment Driven Changes in the Molecular Geometry Studied by Experiment and Theory in Solid, Gas and Solution Phases, N. W. Mitzel, U. Losehand, A. Wu, D. Cremer, D. W. H. Rankin, J. Am. Chem. Soc., 2000, 122, 4471-4482.
- β-Donor Interactions of Exceptional Strength in N,N-Dimethylhydroxylaminochlorosilane, ClH2SiONMe2, N. W. Mitzel, U. Losehand, J. Am. Chem. Soc. 1998, 120, 7320-7327.
- Differences Between the Gas-Phase and Solid-State Structures of the Simplest Phosphonium Ylid, Me3P=CH2, N. W. Mitzel, D. H. Brown, S. Parsons, P. T. Brain, C. R. Pulham, D. W. H. Rankin, Angew. Chem., Int. Ed. Engl. 1998, 37, 1670—1672.
- β-Donor Bonds in Compounds Containing SiON Fragments, N. W. Mitzel, U. Losehand, Angew. Chem., Int. Ed. Engl. 1997, 36, 2807—2809.
- The Crystal Structure of Aziridine, N. W. Mitzel, J. Riede, C. Kiener, Angew. Chem., Int. Ed. Engl. 1997, 36, 2215—2216.
- β-Donor Bonds in SiON Units: An Inherent Structure-Determining Property Leading to (4+4)-Coordination in Tetrakis-(N,N-dimethylhydroxylamido)silane, N. W. Mitzel, A. J. Blake, D. W. H. Rankin, J. Am. Chem. Soc. 1997, 119, 4143-4148.
- Low Symmetry in P(NR2)3 Skeletons and Related Fragments: An Inherent Phenomenon, N. W. Mitzel, B. A. Smart, K.-H. Dreihäupl, D. W. H. Rankin, H. Schmidbaur, J. Am. Chem. Soc. 1996, 118, 12673-12682.